# Danger à Tanger
Pour plus de détails, voir Fiche technique et Distribution.
Danger à Tanger (Tecnica di una spia) est un film d'espionnage hispano-italien sorti en 1966, réalisé par Alberto Leonardi.

## Fiche technique
- Titre français : Danger à Tanger ou Dernier Atout[2]
- Titre italien original : Tecnica di una spia
- Titre espagnol : Técnica de un espia[3]
- Genre : Film d'espionnage
- Réalisation : Alberto Leonardi ou Alfonso Brescia[3]
- Scénario : Preston Leonide, María del Carmen Román[4]
- Musique : Piero Umiliani
- Production : Tullio Bruschi, Santos Alcocer, Angel Rosson pour Duca Compagnia Cinematografica, Alcocer Producciones Cinematograficas
- Durée : 88 minutes[2]
- Pays de production :  Italie,  Espagne
- Langue originale : italien
- Année de sortie : 1966
  - France : 6 décembre 1967[2]

## Distribution
- Tony Russel : Alan Milner
- Erika Blanc : Erika Brown
- Conrado San Martín : Otis
- Dyanik Zurakowska : Mitzi
- Fernando Cebrián	: Kare
- Adriano Micantoni : Louis Kerez Fischer
- Wilbert Bradley : Steiner
- Antonio Pica : Alex